# Brisinga trachydisca
Brisinga trachydisca is een zeester uit de familie Brisingidae.
De wetenschappelijke naam van de soort werd in 1916 gepubliceerd door Walter Kenrick Fisher. De soort werd door hem beschreven aan de hand van materiaal dat bij een tocht met het Amerikaanse onderzoeksschip Albatross tussen 1907 en 1910 was opgedregd van een diepte van 736 vadem (1346 meter) in de wateren tussen Leyte en Mindanao.